# 板垣信方

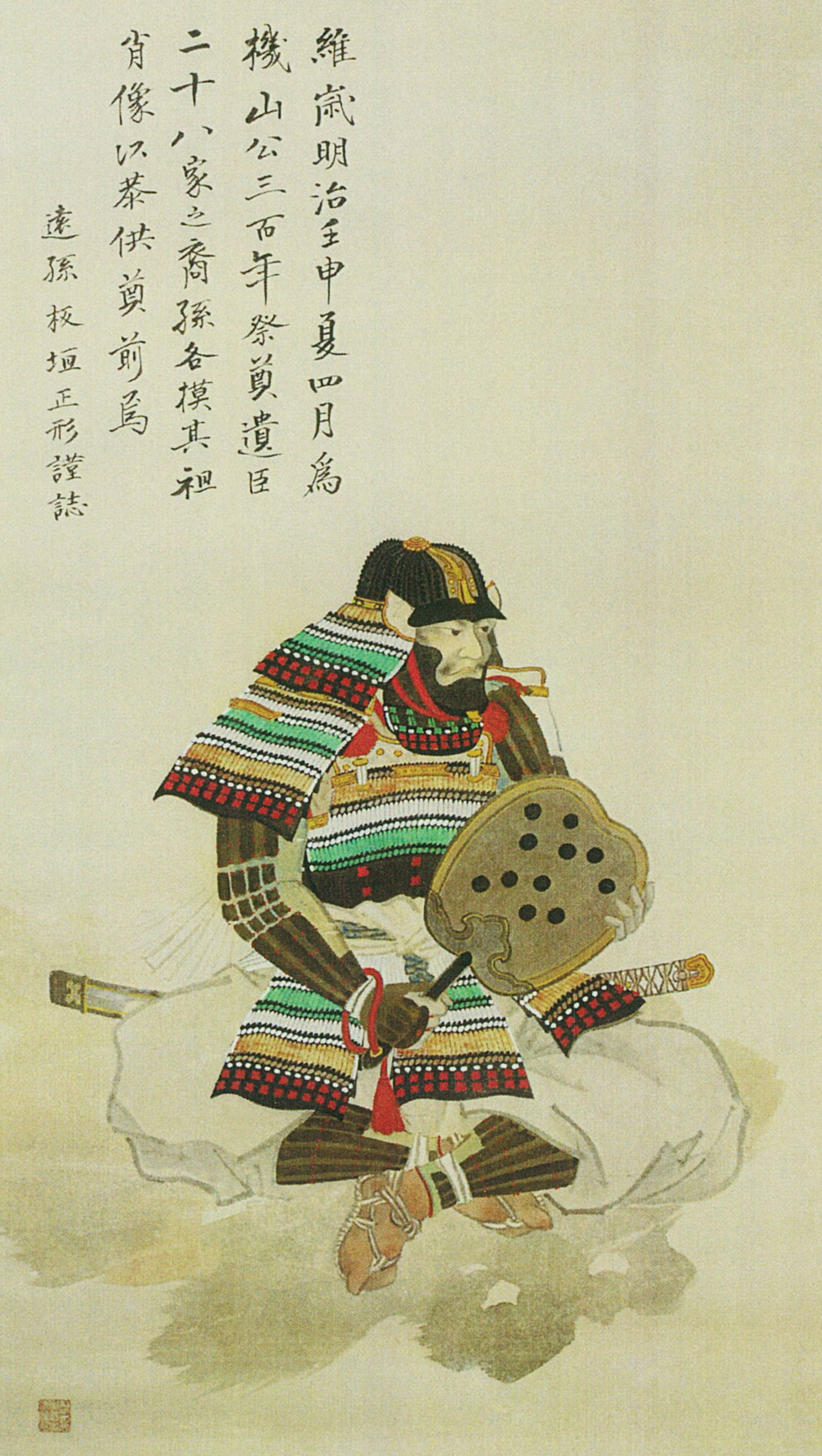
板垣駿河守信方肖像
（松本楓湖畫、板垣退助畫讃）

板垣信方 （1489年？－1548年3月23日）是日本戰國時代武將。服侍武田信虎、武田信玄兩代。別名信形。駿河守。武田二十四將、武田四天王之一。

## 來歷
板垣信方身為武田氏宿老，在信虎統治的時代以勇將之名活躍於世，負責對今川家的外交，在後來今川家背叛武田家進攻甲斐時被追究責任，被放逐到今川、武田交界的山區，在今川氏親死後才被允許回歸。
後來信方受命擔任年輕的信玄的師傅一職，對信玄常常提出各項諫言，對往後被稱做甲斐之虎的信玄打下了良好的基礎。
天文10年（1541年）信方與甘利虎泰、飯富虎昌成功協助信玄將信虎流放，之後信方與甘利虎泰被任命為武田家最高職「兩職」，成為武田家的首席重臣。
天文11年（1542年）7月，晴信與高遠賴繼聯合進攻諏訪郡的諏訪賴重，被擊敗的賴重於板垣鄉東光寺自殺。同年9月，有意擔任諏訪家惣領職的賴繼，轉而與藤澤賴親結盟，入侵諏訪郡，並攻陷上原城。晴信派信方擔任先鋒率軍往援，並順利在安國寺之戰擊敗賴繼。
當信玄沒有親自出陣之際，通常武田軍的總指揮都是由板垣信方代管，並為佔領信濃國一事盡心盡力。
天文14年（1545年）攻陷高遠城，高遠賴繼自此沒落，武田晴信繼而進攻之前背叛的藤澤賴親，包圍福與城，賴親向信濃守護小笠原長時求救，但聯軍在龍之崎城戰敗，賴親投降。
天文16年（1547年）閏7月，晴信派信方率諏訪眾組成的大軍入侵佐久郡，包圍志賀城笠原清繁。關東管領上杉憲政聞訊，派遣金井秀景率西上野眾往援，晴信於是派信方及甘利虎泰組成別動隊前往迎擊。8月6日，信方在小田井原之戰中擊敗關東管領軍，討取敵將14、5人、兵3000人，獲得大勝。志賀城之後也陷落，晴信將佐久郡完全平定。這些軍功在在顯露出板垣信方的軍略才能。在佔領南信濃後，成為諏訪代官，因為施政過於嚴苛引起當地人民不滿。
天文16年（1547年）與村上氏開戰之初便面臨到幾被全滅的地步，後多虧原虎胤的救援才得扭轉頹勢。
但在天文17年2月14日（1548年3月23日）的上田原之戰時，因開戰之初便小有斬獲而舉行了檢視屍首的活動，沒想到在此時被村上軍急襲，板垣信方反應不及，遂戰死於亂軍之中。
日本幕府時代末年東山道總督府参謀板垣退助是信方的11世嫡孫。